# Лека промишленост
Леката промишленост е дял от общото промишлено производство на стопанството. Значението и е икономическо.
По своята същност представлява събирателно понятие за производства, насочени към производство на материали, преработването им и изработката на готова продукция от текстилната, шивашката, кожарската и обувната промишленост.
Към леката промишленост може да се отнасят и подотраслите на хранително-вкусова промишленост, растениевъдството, животновъдството и текстилната промишленост.
Произвежда стоки, които задоволяват ежедневните потребности на хората. Фактори: суровинен (местни и вносни суровини), социално-икономически, потребление.